# Joseph Leodegar Canaval
Joseph Leodegar Canaval (* 2. Oktober 1820 in Linz; † 21. April 1898 in Klagenfurt) war ein österreichischer Naturforscher, Gemeinderat von Klagenfurt und Abgeordneter zum Österreichischen Abgeordnetenhaus.

## Leben
Josef Leodegar Canaval war Sohn des 1850 verstorbenen Josef Ignaz Canaval, eines Expedits-Direktors des Stadt- und Landrechts in Linz. Nach dem Besuch der Volksschule und des Gymnasiums in Linz studierte er Rechtswissenschaft an der Universität Wien und promovierte zum Dr. jur. Er wurde Privatlehrer und Advokaturskonzipient in Wien. Im Jahr 1848 übersiedelte er nach Klagenfurt. 1850 wurde er Sekretär des Kärntnerischen Industrie- und Gewerbevereins, von 1851 bis 1896 war er als Handels- und Gewerbekammer-Sekretär in Klagenfurt tätig. Darüber hinaus war Canaval von 1850 bis 1898 am naturhistorischen Kärntner Landesmuseum in Klagenfurt Kustos.
Er betreute die Mineralogische und Geologisch-Paläontologischen Sammlungen am Kärntner Landesmuseum. Zusammen mit seinem Schwiegervater Franz von Rosthorn gab Canaval die erste Landesmineralogie von Kärnten heraus. 1863 sorgte er für das Fortbestehen der Zeitschrift Carinthia und von 1852 bis 1897 gab er 24 Hefte des Jahrbuches des Historischen Landesmuseums heraus. Ein in der Zeitschrift der Geologischen Reichsanstalt veröffentlichter Nachruf hob seine enge Zusammenarbeit mit Ferdinand Seeland bei der naturwissenschaftlichen Durchforschung Kärntens hervor.
Canaval war ab 1854 verheiratet mit Ottilie von Rosthorn (1827–1917), mit der er zwei Söhne und vier Töchter hatte. Aus der Ehe stammte der Montanist Richard Canaval (1855–1939).

## Politische Funktionen
- 1861–1869: Abgeordneter zum Kärntner Landtag (1. und 2. Wahlperiode), Wahlkreis Handels- und Gewerbekammer
- 1878–1896: Abgeordneter zum Kärntner Landtag (5., 6. und 7. Wahlperiode), Wahlkreis Handels- und Gewerbekammer
- 1861–1867: Mitglied des Landesausschusses
- 4. November 1873 bis 23. April 1877: Abgeordneter des Abgeordnetenhauses im Reichsrat (V. Legislaturperiode), Kronland Kärnten, Kurie Handels- und Gewerbekammer, Region Klagenfurt, er trat wegen Geschäftsüberbürdung zurück

## Klubmitgliedschaften
Canaval war Mitglied im Fortschrittsklub.